# サロフのセラフィム

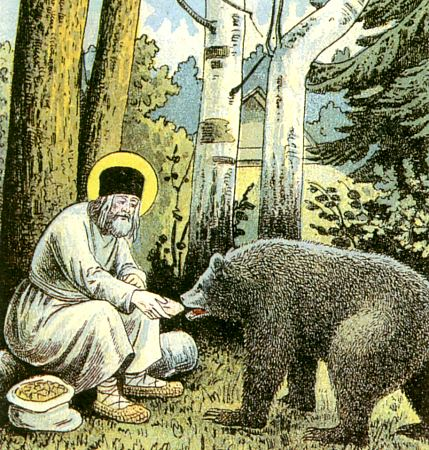
森林での修業中、熊に食べ物を与える聖セラフィム

サロフのセラフィム（1759年7月19日 - 1833年1月2日、ロシア語：Серафим Саровский、英語：Seraphim of Sarov）は、正教会の聖人。1903年にロシア正教会によって列聖された。正教において著名な長老の一人。サロフの克肖者聖セラフィム（サロフのこくしょうしゃ せいセラフィム）とも。
クリスチャンの信仰生活の目的を尋ねるモトフィロフに対して、「信仰生活の本当の目的は聖神（せいしん：聖霊）の獲得にあります」と答えた言葉が特に知られている。

## 概要
サロフのセラフィムは自著を遺しておらず、僅かにモトフィロフとの対話集が死後出版されたのみである。
セラフィムは著作や論考によってではなく、その隠遁修道、および霊体の癒しの奇蹟によって生前から広く知られていた。巡礼者が絶える事無く訪れ、それら巡礼者達に対してセラフィムは非常に親切に接していた。またセラフィムは、来訪者に対して時期に関らず「ハリストス復活！」と声をかけていた。この挨拶（「ハリストス復活」と言い、それに対して相手は「実に復活」と答える）は復活大祭の後の復活祭期に行われるものであるが、セラフィムは復活の喜ばしい福音を来訪者といつでも共有しようとして復活祭期に限定せずにこの挨拶を用いていた。
森に深く分け入って独りで修業していた姿は、14世紀・15世紀にロシア正教会で盛んになった荒野修道院運動に通じると評される。エジプトのマリアにみられるように砂漠に出て行き修業する事は東方教会・正教会に広くみられる伝統であったが、ロシアの修道士・修道女達は冬季に極寒となる広大な森林を砂漠に見立てて修業の地としていた。18世紀半ばにこうした荒野修道の復興が起きており、セラフィムもその担い手の一人であった。
セラフィムはまた後進の指導にもあたった。ジヴェエヴォ女子修道院は彼に指導され発展した。

### 対話
サロフの聖セラフィムはモトフィロフとの「対話」の中で、信仰生活の目的を尋ねるモトフィロフに対し、「信仰生活の目的は聖神（せいしん：聖霊）の獲得にあります」と答え、「斎、徹夜の祈り、祈祷、施し、ハリストス（キリスト）の名によるあらゆる善行は、聖神を獲得するための手段でしかありません」と述べ、聖神の獲得はどのようにすれば達成されるのかについても聖伝に基づいて教えている。なおこの際、自らが商人の家の出自である事を反映し、喩えに貿易・商売の話も用いられている。
「対話」には様々なテーマが盛り込まれているが、一つの主要なテーマは聖神（聖霊）である。

### 語録
- なぜ昔は頻繁に起きた恵みの奇蹟が現代においては起こらないのかを尋ねられた聖セラフィムはこう答えたという。「ただ一つのことが欠けている。―それは確固とした意志である」[1]
- 「（己の）霊を鎮めよ、されば爾の周りの人々は救はれん。」[2]

## 略歴
- 1759年7月19日 - クルスクに商人の子として生まれる。
- 1778年11月 - 19歳の時、サロフ修道院に入る。
- 1786年
  - 27歳の夏に修道士剪髪式を行い修道士となる。この時セラフィムの修道名を与えられる。
  - 修道輔祭に叙聖される。
- 1793年
  - 修道司祭に叙聖される。
  - この頃から隠遁修道に入る。森林の庵に生活し、沈黙と孤絶の生活を送る。
- 1825年の初冬頃 - 庵を開いて人々に教え始める。
- 1831年 - モトフィロフの病を癒し、対話を行う。この時の記録がセラフィムの言葉の貴重な記録となる。
- 1833年1月2日（ユリウス暦） - 前日の聖体礼儀で領聖した後、自分の住居で祈り続けたのち、生神女マリヤのイコンの前で永眠しているところを発見される。72歳。
- 1903年7月19日 - 列聖される。

## 記憶日について
記憶日は日本などで使用されるグレゴリオ暦に換算すれば1月15日（2008年現在）。記憶日は聖人が永眠した日に設定されるのが一般的であるが、サロフの聖セラフィムが永眠した日は1月2日である。これはユリウス暦の日付である。当時のユリウス暦とグレゴリオ暦には12日のずれが存在したが、2008年現在は13日にずれが拡大しているため、永眠した日はグレゴリオ暦換算で1月14日、記憶日はグレゴリオ暦換算で1月15日という事になる。なお、修正ユリウス暦使用教会では、記憶日は1月2日となる。
日本ハリストス正教会では幾つかの教会で1月15日に聖セラフィム祭が行われている。
カトリックの聖パウロ修道会司祭である池田敏雄による聖人伝『教会の聖人たち』（中央出版社、初版1977年）では、1月9日の欄に「ロシアの聖セラフィム」が掲載されている（ただし「祝日は1月21日」と括弧書きで記載）。同書の改訂増補版・上巻（改訂２刷、1985年）では、1月9日の欄に「聖セラフィム（ロシア）修道院長」が掲載されている（祝日を1月21日とする但し書きはなし）。同書の全面改訂版・下巻（2017年）では、7月19日（列聖の日）に掲載されている。